# Nassau Village-Ratliff
Nassau Village-Ratliff est une census-designated place du comté de Nassau, dans l'État de Floride, aux États-Unis,. En 2020, elle compte une population de 5 561 habitants.